# Театральное дело
«Театральное дело» — уголовное дело об «оправдании терроризма» (ч. 2 ст. 205.2 УК РФ), возбуждённое Главным следственным управлением Следственного комитета Российской Федерации по городу Москве 10 апреля 2023 года на основании опубликованной в интернете видеозаписи читки пьесы «Финист ясный сокол». Фигурантами дела стали драматург Светлана Петрийчук и режиссёр Женя Беркович. 8 июля 2024 года 2-й Западный окружной военный суд признал Евгению Беркович и Светлану Петрийчук виновными и назначил им наказание в виде шести лет колонии общего режима.

## Предыстория
Журналист Зинаида Парамонова в «Новой газете Европа» пишет:
Буквально за день до своего задержания по уголовному делу об «оправдании терроризма» Евгения Беркович удалила свою страницу в фейсбуке. «Получила люлей от Правильной Российской Оппозиции и немножко устала. Если коротко», — объясняла она подписчикам в инстаграме. В тот момент в фейсбуке началась настоящая травля из-за её поста об усыновлении украинских детей. Беркович написала, что готова, если что, взять опеку над вывезенными из Донбасса детьми, чтобы помочь им и позднее вернуть их в Украину. <…> Многие наблюдатели сочли атаки в соцсетях на режиссёрку предвестником будущего визита силовиков к ней, хоть и донос на спектакль «Финист Ясный Сокол» активисты НОД написали ещё за два года до этого. Но силовики почему-то дали бумаге ход только сейчас, когда Женя обмолвилась про детей, которых хотела помочь вывезти в Украину.

## Следствие

Сцена из спектакля

В ходе спектакля актеры демонстрируют жест, обозначающий единство Бога (поднимают указательный палец вверх), широко используемый представителями различных экстремистских организаций мусульманского толка. В субкультуре насильственного экстремизма этот жест используется одновременно как боевой клич или сопровождает последующее кровопролитие (террористический акт).
Акт деструктологической экспертизы по театральному делу
4 мая 2023 года Беркович и Петрийчук были задержаны, в тот же день им было предъявлено обвинение. На допросе вину они не признали. Судья Замоскворецкого районного суда города Москвы Наталья Чепрасова 5 мая заключила Беркович под стражу до 4 июля. То же решение судья приняла в отношении Петрийчук.
5 мая 2023 года Замоскворецкий суд Москвы избрал мерой пресечения Беркович и Петрийчук содержание под стражей, несмотря на то, что адвокаты предоставили личные поручительства, документы о наличии у Беркович приёмных детей с инвалидностью, премии «Золотая маска» за спектакль, а также доказательства того, что спектакль был поставлен на грант от Минкульта. Сторона защиты также просила приобщить копию материала с сайта томского ФСИН, который похвалил спектакль. 30 мая 2023 года Мосгорсуд оставил решение о заключении под стражу без изменений.
30 июня 2023 года Хамовнический районный суд Москвы продлил арест до 10 сентября. 31 июля Мосгорсуд (судья Сергей Артёмов) отклонил апелляцию и оставил решение о продлении ареста без изменения. 6 сентября Хамовнический районный суд Москвы продлил арест до 4 ноября. 25 октября 2023 года Мосгорсуд отклонил апелляционную жалобу Беркович и Петрийчук. 3 ноября 2023 года Судья Замоскворецкого районного суда Москвы Юрий Рахматов удовлетворил ходатайство следователя Дмитрия Полещука и оставил Женю Беркович и Свету Петрийчук под стражей до 10 января 2024 года. 30 ноября 2023 года Мосгорсуд отклонил апелляционные жалобы Беркович и Петрийчук 9 января 2024 года судья Замоскворецкого районного суда Москвы Лариса Семёнова продлила срок содержания под стражей до 10 марта 2024 года.  29 февраля 2024 года ТАСС со ссылкой на адвоката Петрийчук Сергея Бадамишина сообщил о предъявлении обвинения в окончательной редакции по части 2 статьи 205.2 УК РФ.
Эксперты (историк, религиовед-деструктолог Роман Силантьев, лингвист-деструктолог Галина Хизриева и клинический психолог Елена Замышевская) при исследовании видеоролика на YouTube с читкой пьесы пришли к выводу, что в нём содержатся признаки идеологии «исламизма и джихадизма», «радикального феминизма и борьбы с андроцентричным общественным укладом России».
В комментариях Силантьева Российский еврейский конгресс (РЕК) и привлечённый ими в качестве эксперта филолог Михаил Дымарский усмотрели антисемитские высказывания. РЕК обратился в Следственный комитет России с просьбой проверить высказывания Силантьева на наличие признаков разжигания межнациональной вражды. Силантьев обвинения в антисемитизме отверг. Он расценил действия РЕК как способ оказания давления на эксперта в судебном процессе и заявил, что ничего не имеет против еврейского народа, но, согласно его исследованиям, среди террористов не так мало русскоязычных евреев из России и Израиля
В июне 2023 года Российский Федеральный центр судебной экспертизы в ответ на запрос адвоката Светланы Петрийчук заявил, что деструктологическая экспертиза «как вид не существует», поскольку «деструктология не является наукой» и не содержит «общепринятых научных и практических данных».
Со слов адвоката Карпинской, 9 января 2024 года суд приобщил к делу экспертизу, составленную Светланой Молчановой из УФСБ по Свердловской области, утверждающую, что обвиняемые специально сформировали в пьесе «романтический образ террориста», чтобы сделать его «интересным и привлекательным для девушек и женщин», и что исламская идеология равнозначна терроризму.

## Судебный процесс
20 мая 2024 в Москве во Втором Западном окружном военном суде начался процесс по делу Беркович и Петрийчук. По версии следствия, вина Беркович и Петрийчук заключалась в том, что они решили написать пьесу и поставить по ней спектакль, который «будет формировать у зрителя привлекательный образ терроризма». Подсудимые не признали себя виновными.
Обвинитель заявила, что Петрийчук разделяет «крайне агрессивные идеологии ислама», поэтому в ее пьесе «Финист Ясный Сокол» есть «признаки оправдания терроризма». Режиссер Беркович имела, по версии обвинения, «идеологические убеждения, связанные с оправданием и пропагандой терроризма». Однако практически все свидетели, которых вызвало обвинение, заявили, что не усматривают оправдания или пропаганды терроризма в спектакле и уверены, что он имел прямо противоположную цель — показать, к каким ужасным последствиям может привести неосторожное общение в интернете. Единственным свидетелем, высказавшимся против спектакля, стал нижегородский актер Владимир Карпук, который в октябре 2022 года разместил в социальных сетях пост, в котором раскритиковал спектакль Беркович. Карпук назвал постановку «русофобской», в которой исламисты показаны как герои, а русские мужчины показаны плохо: «Так вот [неправильно] под одну гребенку всех мужчин русских, а моджахеды [показаны] — [как] герои…». Среди свидетелей обвинения был и секретный свидетель под псевдонимом «Никита», который пожаловался в правоохранительные органы на спектакль. Отвечая на вопрос прокурора о том, почему он обратился в правоохранительные органы, «Никита» сказал: «Девушки, главные героини, представлены жертвами — они ни в чем не виноваты, но кто-то виноват. Их унижали, притесняли в правах, и это происходило в России. Из контекста следует, что виноваты российские институты государства и общества». 
8 июля 2024 года 2-й Западный окружной военный суд признал Евгению Беркович и Светлану Петрийчук виновными и назначил им наказание в виде шести лет колонии общего режима.

## Реакция
К 7 мая 2023 года открытое письмо в поддержку Беркович и Петрийчук подписали более 10 000 человек.
В ноябре 2023 года вышло письмо к омбудсмену Татьяне Москальковой с просьбой изменить меру пресечения фигурантам дела Беркович-Петрийчук.
В начале 2024 года Amnesty International собрала более 40 тысяч подписей под петицией с требованием освобождения Евгении Беркович и Светланы Петрийчук.
В июне 2024 года поддержку Евгении Беркович и Светлане Петрийчук выразил лауреат премии «Золотая маска» художник Эмиль Капелюш: «Лучше всякой премии для меня лично было бы завершение судебного фарса — дела Жени и Светы. Ещё думаю о том, как мало в нашей театральной среде тех, кто проявил с ними солидарность» — сказал он. Другой лауреат, композитор Дмитрий Курляндский отказался от премии в знак протеста. В своих соцсетях он написал: «Конечно, принять эту маску я не могу — это персональная номинация, поэтому я имею право высказать своё персональное мнение — лично для меня сегодня маска стала гримасой системы, уничтожающей театр, а за ним и человеческие жизни»; сам судебный процесс он назвал «символом нового официального российского театра».

## Судьи
- Чепрасова Наталья Викторовна, судья Замоскворецкого районного суда[38], 5 мая 2023 года арестовала Беркович и Петрийчук до 4 июля 2023 года[39].
- Сысоева Ирина Виссарионовна, судья Мосгорсуда[40], 30 мая 2023 года оставила апелляции на арест Беркович и Петрийчук без удовлетворения[41].
- Пахомова Екатерина Петровна, судья Хамовнического районного суда[42], 30 июня 2023 года продлила арест до 10 сентября[43].
- Артёмов Сергей Александрович, судья Мосгорсуда[44], 31 июля 2023 года оставил апелляции Беркович и Петрийчук без удовлетворения[45].
- Мищенко Диана Игоревна, судья Хамовнического районного суда[46], 6 сентября 2023 года оставила Беркович и Петрийчук под стражей до 4 ноября[47]
- Рыжова Анастасия Васильевна, судья Мосгорсуда[48], 25 октября 2023 оставила без удовлетворения апелляции Беркович и Петрийчук[49].
- Рахматов Юрий Александрович, судья Замоскворецкого районного суда[38], 3 ноября 2023 года оставил Беркович и Петрийчук под стражей до 10 января 2024 года[16].
- Никишина Наталья Васильевна, судья Мосгорсуда[50] 30 ноября отклонила апелляции Беркович и Петрийчук, отчитала Женю Беркович за жалобу на пыточные условия при этапировании в Петербург для производства следственных действий[51].
- Семёнова Лариса Викторовна, судья Замоскворецкого районного суда[38], 9 января 2024 года продлила срок содержания под стражей до 10 марта 2024 года[18].
- Массин Юрий Александрович, судья Второго Западного окружного военного суда, рассматривал дело по существу и вынес приговор[52][53].